# Бархатов Максим Валерійович
Максим Валерійович Бархатов (рос. Максим Валерьевич Бархатов; 31 грудня 1981, Боготол, РРФСР — квітень 2023, Бахмут, Україна) — російський пауерліфтер, п'ятиразовий чемпіон світу з пауерліфтингу. Заслужений майстер спорту Росії.

## Біографія
У березні 2021 року Максима Бархатова затримали за підозрою в отриманні хабара автомобілем преміум-класу. Підставою для порушення кримінальної справи проти колишнього чиновника послужили матеріали регіонального головного комітету МВС. За версією слідства, з квітня 2019 по квітень 2020 року Бархатов без проведення торгів уклав з фірмами, афілійованими з його знайомим підприємцем, близько 40 муніципальних контрактів з благоустрою довірених йому територій на загальну суму близько 60 млн рублів. В березні 2022 року Бархатов був засуджений до 6 років ув'язнення в колонії суворого режиму і штрафу в 580 000 рублів. Відбував покарання у колонії ІК-3 в Іркутській області.
На початку 2023 року завербувався в ПВК «Вагнер». Учасник вторгнення в Україну. Загинув під час битви за Бахмут.

## Спортивні досягнення
- Чемпіон світу серед юніорів (2000, 2001)
- Чемпіон Росії (2003, 2004, 2005, 2008, 2009, 2010, 2012)
- Віце-чемпіон світу (2003, 2004)
- Чемпіон Європи  (2003, 2004)
- Чемпіон світу (2007, 2009, 2010, 2011, 2012)
- В 2011 році на чемпіонаті світу в Пльзені встановив світовий рекорд, взявши по сумі триборства масу 1072.5 кілограмів.[8]